# آرئی‌جی
آرئی‌جی (انگلیسی: Renewable Energy Group) شرکت انرژی آمریکایی است، که در سال ۲۰۰۶ تأسیس شد.